# Ajszuluu Tinibekova
Ajszuluu Tinibekova (kirgiz írással: Айсулуу Тыныбекова; Majluu-Szuu, 1993. május 4. –) kirgiz szabadfogású női birkózó. A 2019-es birkózó-világbajnokságon  aranyérmet nyert a 62 kg-os súlycsoportban, szabadfogásban. Kirgizisztán első birkózó világbajnoki aranyérmét szerezte 2019-ben.

## Sportpályafutása
A 2019-es birkózó-világbajnokságon a 62 kg-os súlycsoport döntőjében a bolgár Tajbe Juszein volt az ellenfele. A mérkőzést 5-3-ra nyerte.